# Erik Pontoppidan
Erik Ludvigsen Pontoppidan (24. března 1698 Aarhus – 20. prosince 1764 Kodaň) byl dánský historik, teolog a ornitolog; patří k nejvýznamnějším představitelům skandinávského pietismu.
V letech 1748-1755 zastával úřad biskupa v norském Bergenu.
Roku 1737 vydal komentář k Lutherovu Menšímu katechismu pod názvem Sandhed til Gudfryktighed.